# Quasipaa fasciculispina
Quasipaa fasciculispina es una especie de anfibio anuro de la familia Dicroglossidae. Se encuentra en Camboya y Tailandia. El consumo humano es la principal amenaza a su conservación, también se ve afectada por la pérdida de hábitats adecuados.